# Canada Soccer Hall of Fame
Die Canada Soccer Hall of Fame ist die Ruhmeshalle des kanadischen Fußballs. In der 1997 gegründeten Institution werden jährlich außergewöhnliche Mannschaften, Spieler, Trainer und Funktionäre aufgenommen, die sich um die Entwicklung des kanadischen Fußballs verdient gemacht haben.

## Mitglieder

### Spieler
- Frank Ambler: 2019
- George Anderson: 2015
- Dick Arends: 2000
- Garry Ayre: 2005
- Eddie Bak: 2019
- Jim Blundell: 2019
- Bob Bolitho: 2004
- Walter Bowman: 2008
- Jack Brand: 2008
- Jim Brennan: 2015
- Ian Bridge: 2003
- Alex Bunbury: 2006
- Silvana Burtini: 2010
- Buster Cairns: 2001
- Geordie Campbell: 2000
- Connie Cant: 2007
- Roland Castonguay: 2013
- Paul-Émile Castonguay: 2013
- Marcel Castonguay: 2013
- John Catliff: 2004
- Candace Chapman: 2018
- Sam Chedgzoy: 2005
- Tony Chursky: 2004
- Joe Clulow: 2017
- Carlo Corazzin: 2012
- Jock Coulter: 2017
- Jack Cowan: 2000
- Errol Crossan: 2000
- Nick Dasovic: 2011
- Tracy David: 2003
- Eddie Derby: 2017
- Jason de Vos: 2013
- Fred Dierden: 2017
- Paul Dolan, 2004
- Geri Donnelly: 2014
- Jimmy Douglas: 2001
- Ernie Edmunds: 2017
- Neil Ellett: 2009
- Bill Findler: 2007
- Larry Fitzpatrick: 2017
- Craig Forrest: 2007
- Martina Franko: 2022
- Bill Gill: 2019
- George Graham: 2017
- Gerry Gray: 2001
- Doug Greig: 2002
- Art Halliwell: 2001
- Bob Harley: 2003
- Trevor Harvey: 2004
- Janine Helland: 2013
- Randee Hermus: 2019
- Charmaine Hooper: 2012
- Lyndon Hooper: 2011
- Art Hughes: 2001
- Robert Iarusci: 2000
- Gordie Ion: 2010
- Glen Johnson, 2007
- Angela Kelly: 2004
- Joe Kennaway: 2000
- Victor Kodelja: 2011
- Kara Lang: 2015
- Bobby Lavery: 2017
- Bob Lenarduzzi: 2001
- Sam Lenarduzzi: 2000
- Tino Lettieri: 2001
- John Limniatis: 2009
- Eddie MacLaine: 2017
- Harry Manson: 2014
- Carmine Marcantonio: 2014
- Don Matheson: 2019
- Bill Matthews: 2017
- Robert McDonald: 2000
- Joan McEachern: 2009
- John McGrane: 2008
- Kevin McKenna: 2019
- Normie McLeod, 2005
- Wes McLeod: 2005
- Doug McMahon: 2002
- Colin Miller, 2005
- Dale Mitchell, 2002
- Domenic Mobilio: 2007
- Jimmy Moir: 2017
- Terry Moore, 2005
- Isabelle Morneau: 2014
- Andrea Neil: 2012
- Jimmy Nelson: 2017
- Bobby Newbold: 2019
- Jimmy Nicholl: 2011
- Pat Onstad: 2015
- Buzz Parsons: 2003
- Ken Pears: 2000
- Paul Peschisolido: 2013
- Brian Philley: 2003
- Pat Philley: 2004
- Harry Phillips: 2019
- Tomasz Radzinski: 2018
- Randy Ragan: 2002
- Michelle Ring-Passant: 2005
- Brian Robinson, 2006
- Randy Samuel: 2006
- John Schepers: 2019
- Branko Segota: 2002
- Carrie Serwetnyk: 2001
- Alec Smith: 2017
- Bobby Smith: 2019
- Jimmy Spencer: 2003
- Andy Stevens: 2017
- Mike Stojanovic: 2009
- Paul Stalteri: 2017
- Gary Stevens: 2019
- Gogie Stewart: 2004
- Dickie Stobbart: 2002
- David Stothard: 2006
- Helen Stoumbos: 2008
- Mike Sweeney: 2002
- Albert Thombs: 2017
- Walter Thomson: 2010
- David Turner: 2000
- Carl Valentine: 2003
- Gino Vazzoler: 2019
- Stan Wakelyn: 2017
- Amy Walsh: 2017
- Mark Watson, 2012
- Jack Whent: 2019
- Fred Whittaker: 2002
- Bruce Wilson: 2000
- Artie Woutersz: 2017
- Frank Yallop: 2005

### Trainer
- Jimmy Adam: 2008
- Bob Bearpark: 2006
- Sylvie Beliveau: 2006
- Chris Bennett: 2014
- Stuart Brown: 2010
- John Buchanan: 2006
- Bert Goldberger: 2011
- Dick Howard: 2002
- Don Petrie: 2000
- Ted Slade: 2009
- Bill Thomson: 2007
- Bruce Twamley: 2008
- Tony Waiters: 2001

### Schiedsrichter
- Gord Arrowsmith: 2012
- Sonia Denoncourt: 2005
- Tony Evangelista: 2003
- Dan Kulai: 2004
- Horace Lyons: 2000
- Ray Morgan: 2002
- Bob Sawtell: 2009
- Dino Soupliotis: 2008
- Héctor Vergara: 2014
- Werner Winsemann: 2000

### Funktionäre
- George Anderson: 2000
- Arther "Pop" Arnold: 2008
- Brian Avey: 2010
- Angus Barrett: 2012
- Herb Capozzi: 2007
- Jeff Cross: 2004
- Sam Davidson: 2000
- Gus Etchegarry: 2007
- William Fenton: 2008
- Jim Fleming: 2007
- David Forsyth: 2000
- Tomas Fried: 2000
- Dave Fryatt: 2000
- Bill Gilhespy: 2013
- Rudy Gittens: 2007
- George Gross: 2006
- William Hoyle: 2011
- Jim Hubay: 2015
- Alex Hylan: 2013
- Colin Jose: 2009
- John Kerr, Sr.: 2015
- Eric King: 2002
- Graham Leggat: 2001
- John McMahon: 2001
- Luigi Moro: 2000
- Kevin Muldoon: 2013
- Len Peto: 2011
- Pat Quinn: 2004
- John Richardson: 2012
- Tom Robertson: 2007
- John Russell: 2010
- Aubrey Sanford: 2003
- Georges Schwartz: 2005
- William Simpson: 2000
- Alan Southard: 2003
- Frederick Stambrook: 2006
- Steve Stavro: 2005
- William Stirling: 2000
- Les Wilson: 2008
- Derek Wisdom: 2009

### Organisationen
| Organisation                               | Aufnahmejahr |
| ------------------------------------------ | ------------ |
| Vancouver Firefighters SC                  | 2010         |
| Toronto Ulster United                      | 2011         |
| Victoria West FC                           | 2012         |
| Vancouver Columbus                         | 2013         |
| Edmonton Angels & The Robbie International | 2014         |
| Montreal Carsteel                          | 2015         |

### Mannschaften
| Mannschaft                                    | Aufnahmejahr | Anmerkung                                             |
| --------------------------------------------- | ------------ | ----------------------------------------------------- |
| Kanadische Tournee-Mannschaft 1888            | 2003         | Großbritannien-Tournee 1888                           |
| Galt FC 1904                                  | 2004         | Olympiasieger 1904                                    |
| Westminster Royals 1928                       | 2005         | Sieger des Canadian Challenge Cups 1928               |
| Toronto Scottish 1933                         | 2006         | North American Soccer Championship 1933               |
| Calgary Caledonians 1907                      | 2007         | inoffizieller kanadischer Meister 1907, 1908 und 1909 |
| Kanadische Nationalmannschaft 1924            | 2008         | Australien-Tournee 1924                               |
| Kanadische Nationalmannschaft 1986            | 2009         | erstmalige WM-Teilnahme                               |
| Toronto Metros-Croatia 1976                   | 2010         | Meister der North American Soccer League 1976         |
| Vancouver Whitecaps 1979                      | 2011         | Meister der North American Soccer League 1979         |
| Kanadische Auswahl 1989                       | 2012         | Gewinner der Spiele der Frankophonie 1989             |
| Kanadische Olympiaauswahl 1984                | 2013         | Viertelfinalist der Olympischen Spiele 1984           |
| Kanadische Nationalmannschaft 2000            | 2014         | Sieger des CONCACAF Gold Cups 2000                    |
| Kanadische Nationalmannschaft der Frauen 1998 | 2015         | Sieger der CONCACAF Women’s Championship 1998         |